# Jordan 199
El Jordan 199 fue el coche con el que el equipo Jordan compitió en la temporada 1999 de Fórmula 1. Lo conducían el campeón del mundo de 1996, Damon Hill, que había ganado el primer Gran Premio del equipo en Bélgica la temporada anterior, y Heinz-Harald Frentzen, que fue cambiado por Williams a favor de Ralf Schumacher. El coche también lo condujeron los pilotos de pruebas Tomáš Enge y Shinji Nakano. Fue diseñado por el director técnico Mike Gascoyne y su asistente Tim Holloway.
Resultó ser el coche más exitoso de Jordan en sus quince años de historia, consiguiendo dos victorias, una pole position y un tercer puesto en el Campeonato de Constructores. Frentzen también tenía posibilidades realistas de ganar el Campeonato de Pilotos, en lo que también sería su temporada más exitosa.
Para Hill el año no fue tan bueno. Superado ampliamente durante toda la temporada por Frentzen, decidió retirarse durante el transcurso del año y solo pudo anotar siete puntos para la cuenta final del equipo de 61.

## Diseño
El 199 era una versión desarrollada del Jordan 198, pero presentaba una mejor aerodinámica después de un extenso trabajo en el túnel de viento. El automóvil utilizaba un motor Mugen-Honda MF-301HD 3.0 L V10 de aspiración natural montado en el medio, combustible y aceite Elf, amortiguadores Penske, frenos de disco de carbono Brembo, neumáticos Bridgestone y su propia caja de cambios semiautomática secuencial de seis velocidades.
El 199 reemplazó al 198, que había dado al equipo de Eddie Jordan su primera victoria en el Gran Premio de Bélgica. El coche había terminado cuarto en el campeonato.

## Livery
Jordan usó los logotipos de Benson & Hedges, excepto en los Grandes Premios de Francia, Gran Bretaña y Bélgica, donde fueron reemplazados por "Buzzin' Hornets", vinculados con el diseño de la abeja en la parte delantera de las liveries.

## Resultados
(Clave) (negrita indica pole position) (cursiva indica vuelta rápida)

| Año     | Motor                   | Neu. | N.º | Pilotos               | 1   | 2   | 3   | 4   | 5   | 6   | 7   | 8   | 9   | 10  | 11  | 12  | 13  | 14  | 15  | 16  | Puntos | Pos. |
| ------- | ----------------------- | ---- | --- | --------------------- | --- | --- | --- | --- | --- | --- | --- | --- | --- | --- | --- | --- | --- | --- | --- | --- | ------ | ---- |
| 1999    | Mugen-Honda MF301HD V10 | B    |     |                       | AUS | BRA | SMR | MON | ESP | CAN | FRA | GBR | AUT | GER | HUN | BEL | ITA | EUR | MYS | JPN | 61     | 3º   |
| 1999    | Mugen-Honda MF301HD V10 | B    | 7   | Damon Hill            | Ret | Ret | 4   | Ret | 7   | Ret | Ret | 5   | 8   | Ret | 6   | 6   | 10  | Ret | Ret | Ret | 61     | 3º   |
| 1999    | Mugen-Honda MF301HD V10 | B    | 8   | Heinz-Harald Frentzen | 2   | 3   | Ret | 4   | Ret | 11  | 1   | 4   | 4   | 3   | 4   | 3   | 1   | Ret | 6   | 4   | 61     | 3º   |
| Fuente: |                         |      |     |                       |     |     |     |     |     |     |     |     |     |     |     |     |     |     |     |     |        |      |